# Toschia
Toschia Caporiacco, 1949 è un genere di ragni appartenente alla famiglia Linyphiidae.

## Distribuzione
Delle dieci specie attribuite a questo genere nove sono state reperite in Africa centrale e meridionale (prevalentemente in Kenya e Tanzania; una sola specie, la T. celans, è stata reperita in Cina.

## Tassonomia
Per la determinazione delle caratteristiche della specie tipo sono stati esaminati gli esemplari di T. picta Caporiacco, 1949, reperiti in Kenya. In un lavoro di Wunderlich (1978d) questo genere viene sinonimizzato con Oedothorax Bertkau, 1833, diagnosi non convalidata dagli altri aracnologi.
Dal 1999 non sono stati esaminati esemplari di questo genere.
A giugno 2012, si compone di 10 specie:
- Toschia aberdarensis Holm, 1962 — Kenya
- Toschia casta Jocqué & Scharff, 1986 — Tanzania
- Toschia celans Gao, Xing & Zhu, 1996 — Cina
- Toschia concolor Caporiacco, 1949 — Kenya
- Toschia cypericola Jocqué, 1981 — Malawi
- Toschia minuta Jocqué, 1984 — Sudafrica
- Toschia picta Caporiacco, 1949[3] — Congo, Kenya
- Toschia spinosa Holm, 1968 — Congo
- Toschia telekii Holm, 1962 — Kenya
- Toschia virgo Jocqué & Scharff, 1986 — Tanzania

### Specie trasferite
- Toschia aliena (Holm, 1962); trasferita al genere Callitrichia Fage, 1936[1].
- Toschia digitata Holm, 1962; trasferita al genere Callitrichia Fage, 1936[1].

### Sinonimi
- Toschia hadzji (Caporiacco, 1949); esemplari trasferiti dal genere Mecynargus Kulczyński, 1984, e posti in sinonimia con T. picta Caporiacco, 1949 a seguito di un lavoro di van Helsdingen (1982b)[1].